# Westford (condado de Richland, Wisconsin)
Westford es un pueblo ubicado en el condado de Richland en el estado estadounidense de Wisconsin. En el Censo de 2010 tenía una población de 530 habitantes y una densidad poblacional de 5,86 personas por km².

## Geografía
Westford se encuentra ubicado en las coordenadas 43°30′38″N 90°14′35″O / 43.51056, -90.24306. Según la Oficina del Censo de los Estados Unidos, Westford tiene una superficie total de 90.49 km², de la cual 90.45 km² corresponden a tierra firme y (0.05%) 0.04 km² es agua.

## Demografía
Según el censo de 2010, había 530 personas residiendo en Westford. La densidad de población era de 5,86 hab./km². De los 530 habitantes, Westford estaba compuesto por el 95.47% blancos, el 0% eran afroamericanos, el 0% eran amerindios, el 3.4% eran asiáticos, el 0% eran isleños del Pacífico, el 0% eran de otras razas y el 1.13% pertenecían a dos o más razas. Del total de la población el 0.57% eran hispanos o latinos de cualquier raza.